# Pałac w Trzeboszu
Pałac w Trzeboszu – zabytkowy pałac zlokalizowany w Trzeboszu (powiat rawicki).

## Historia
Pierwszy pałac wybudował we wsi dla swojej rodziny Juliusz August von Bothmer w latach 1712-1714. W latach 1857–1860, na zlecenie kolejnego właściciela, Karola von Königsdorfa, poddano go gruntownemu remontowi z przearanżowaniem wnętrz i pozostawieniem okazałej, barokowej fasady. W skrzydle budowli powstała wówczas kaplica, którą przygotowano dla żony Karola von Königsdorffa, która była katoliczką. Po śmierci Ferdynanda von Königsdorffa przed budynkiem postawiono dużych rozmiarów rzeźbę jelenia z brązu (zaginęła w okresie II wojny światowej). Pałac używany był przez gości licznych polowań. W sali myśliwskiej istnieje strop ozdobiony polichromią przedstawiającą sceny myśliwskie. W 1923 dobra kupił hrabia Zygmunt Czarnecki z Dobrzycy. Od 1945 majątek stał się własnością Skarbu Państwa, a pałac był użytkowany jako dom mieszkalny przez pracowników PGR z Gościejewicach. W 1992 pałac przejęła Agencja Własności Rolnej Skarbu Państwa w
Poznaniu, która potem go sprzedała. W 2008 nabyła go rodzina Frankiewiczów z Poznania, remontując i zamieniając na ośrodek szkoleniowo-konferencyjny. W 2014 wyremontowano spichlerz, zamieniając go na salę prelekcyjną. Przy pałacu stworzono mini zoo.

## Architektura
Obiekt jest piętrowy i składa się z dwóch skrzydeł: okazałego - głównego i prostopadłego do niego, krótszego. Centralne wejście do skrzydła głównego prowadzi poprzez pozorny ryzalit i zwieńczone jest trójkątnym frontonem. Nad wejściem kartusz z herbem von Königsdorff. Na ścianie pałacu znajduje się również pamiątkowa tablica wykonana z piaskowca z herbem von Königsdorff. Elewacje ożywione są pilastrami. Korpus główny nakryty jest wysokim dachem czterospadowym, a skrzydło boczne takim samym, lecz niższym. Autorem projektu pałacu był nieznany, zapewne śląski, architekt. W 1926 majątek liczył 559 hektarów.

## Legenda
Z pałacem wiąże się legenda o skarbie, być może zakopanym w jego okolicy przez Johanna Mattiasa von den Schulenburga, generała dowódcy wojsk króla Augusta II Sasa po bitwie ze Szwedami pod Pońcem.

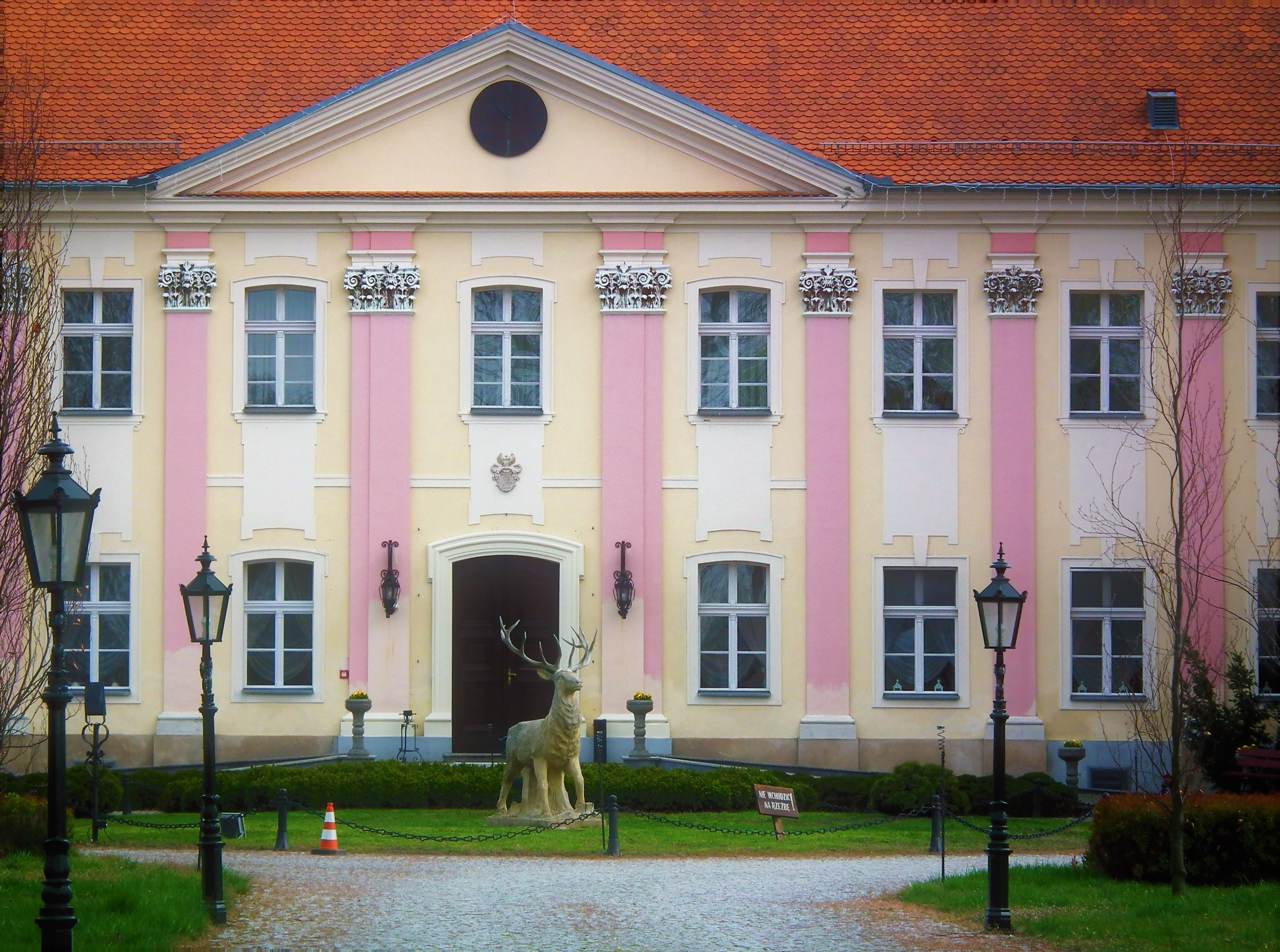
Główne wejście z herbem
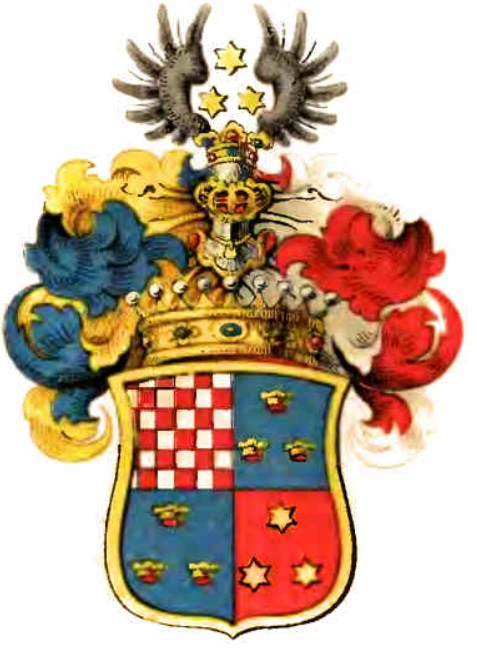
Herb von Königsdorff